# Annie Lennox
Annie Lennox, OBE, škotska pevka, * 25. december 1954, Aberdeen, Škotska, Združeno kraljestvo. 
V poznih 1970. letih je sodelovala pri zmerno uspešni new wave skupini The Tourists, nato pa je z Daveom Stewartom ustanovila duet Eurythmics in z njim v osemdesetih dosegla svetovno slavo. Danes velja za eno najuspešnejših britanskih glasbenic vseh časov in drži rekord v osvojenih nagradah brit (8), imenovana je bila tudi za »šampionko šampionov britov«.
Leta 1992 se je odločila za solo kariero in izdala debitantski album Diva, na katerem so bile uspešnice, kot sta »Why« in »Walking on Broken Glass«. Do zdaj je izdala šest samostojnih studijskih albumov in eno zbirko uspešnic. Poleg osmih britov je prejela tudi štiri grammyje in nagrado MTV Video Music Award. Leta 2002 ji je ameriška revija Billboard podelila tudi svoje najvišje priznanje, Billboard Century Award. Leta 2004 je prejela še zlati globus in oskarja za najboljšo izvirno skladbo, za skladbo »Into the West« iz filma Gospodar prstanov: Kraljeva vrnitev.
Poleg glasbe se udejstvuje tudi kot aktivistka in organizira akcije za osveščanje ter zbiranje donacij za boj proti Aidsu v Afriki. Leta 2011 jo je kraljica Elizabeta II. povišala v red častnice britanskega imperija za njeno »neutrudno delo v humanitarne namene«.

## Diskografija
Samostojni albumi.
- Diva (1992)
- Medusa (1995)
- Bare (2003)
- Songs of Mass Destruction (2007)
- The Annie Lennox Collection (2009); kompilacija
- A Christmas Cornucopia (2010)
- Nostalgia (2014)